# Imperial (diament)
Imperial (znany również jako Victoria, Great White, Nizam) – znany diament.
Wśród tajemniczych okoliczności pojawił się na rynku londyńskim w 1895 wielki diament w postaci nieregularnego ośmiościanu o masie 457 kr. Dokładne jego pochodzenie nie jest znane. Prawdopodobnie został skradziony w kopalni Jagersfontein i przeszmuglowany do Londynu. Zakupiło go konsorcjum prywatnych handlarzy kamieni szlachetnych.
Po oszlifowaniu w amsterdamskiej firmie szlifierskiej I.L.Metz, w kształcie owalnego brylantu, podziwiany był na światowej wystawie w Paryżu w 1889. Sprzedany został Nazimowi z Hajdarabadu za sumę 200 tys. funtów szterlingów.